# Cavatore
Cavatore és un municipi situat al territori de la província d'Alessandria, a la regió del Piemont, (Itàlia). Limita amb els municipis d'Acqui Terme, Cartosio, Grognardo, Melazzo i Ponzone.